# Gorzyca (gmina Darłowo)
Gorzyca – osada śródleśna w północno-zachodniej Polsce, położona w województwie zachodniopomorskim, w powiecie sławieńskim, w gminie Darłowo.
Według danych z 28 września 2009 roku osada miała 3 stałych mieszkańców.
Nazwę Gorzyca wprowadzono urzędowo w 1948 r., zastępując poprzednią niemiecką nazwę (Forsthaus) Göritz.